# Djendel
Djendel (anciennement Lavigerie pendant la colonisation française), est une commune de la wilaya d'Aïn Defla en Algérie, située à 110 km au sud-ouest d'Alger, à 40 km à l'est d'Aïn Defla et à 30 km au sud-ouest de Médéa.

## Géographie
| Hoceinia                    | Boumedfaa              | Ouamri (Wilaya de Médéa)  |
| Aïn Soltane, Khemis Miliana | Djendel                | Hannacha(Wilaya de Médéa) |
|                             | Oued Chorfa, Birbouche |                           |

## Histoire
Ancienne commune d'Algérie en activité en 1876[réf. nécessaire] et qui regroupait à l'époque les douars de Djendel, Oued-Telbenet, Beni-fathem, Ghribs, les Tribus de Matmatha et le Camp des Chênes (El-Kerrouche).
Djendel, en tant que tribu et montagne, est souvent évoqué par Alphonse Daudet, qui y fit une visite en 1862 (décrite dans « La Mule du Cadi ») et qui met en scène plusieurs personnages originaires du Djendel : « Le Turco de la commune”, “Un décoré du 15 aout”,  la « promise » de « Kaddour & Katel ».
En 1894, lors de la colonisation, la ville est nommée Lavigerie, en l'honneur de Charles Lavigerie, et fait partie du département d'Alger, puis, en 1956, du département de Médéa. Après l'indépendance, elle prend le nom de Djendel .
16 décembre 1905, rattachement d'une partie de la commune mixte de Hammam Righa dissoute. Promue commune régie par la loi de 1884 en vertu du décret du 28 juin 1956. Maintenue dans son statut municipal lors de la refonte de 1963 avec le rattachement à son territoire des anciennes communes de Aïn-Lechiekh et de Oued-El-Djemâa (Octobre 1963, pour cette dernière).
Baptisée Djendel par le décret du 30 septembre 1965[réf. nécessaire].

## Démographie
- Superficie : 251 km2,
- Population : 30 000 habitants (2004).
- Évolution de la population :
  - 16 361 hab. en 1876
  - 18 884 hab. en 1881
  - 26 851 hab. (dont 566 N.M) en 1901
  - 34 170 hab. (dont 1 154 Européens 1906 (C.M)
  - 6 368 hab. (dont 280 N.M) en 1958
  - 8 773 hab. (dont 243 f - 7e.n.m et 2e.m) en 1960
  - 24 924 hab. en 1966
  - 26 849 hab. en 1998.

## Économie
La région à une vocation agricole, elle possède sur son territoire le barrage de Ghrib,.